# مرويز محمد فاروق
مرويز كشمير مولانا محمد فاروق شاه، هو مرويز كشمير الثالث عشر، ومرويز هو لقب كشميري يُطلق على الداعية التقليدي للمسلمين في كشمير، كما كان رئيس لجنة عمل عوامي في جامو وكشمير، وهو تحالف من الأحزاب السياسية المختلفة في جامو وكشمير التي تسعى إلى حل نزاع كشمير وفقًا لرغبات وتطلعات شعب جامو وكشمير.
اغتيل مرويز محمد فاروق في 21 مايو 1990 على أيدي مسلحين في مقر إقامته في نيجين. وأُطلق عليه "شهيد الملة"، وبعد اغتياله أخذ ابنه مرويز عمر فاروق مكانه الديني والسياسي. واتهمت المحكمة العليا الهندية محمد أيوب دار - وهو مقاتل من حزب المجاهدين - بتهمة القتل، وصدرت المحكمة حكمها بالإدانة في عام 2010. في 21 مايو 2002 أثناء إحياء الذكرى السنوية الثانية عشرة لوفاة الزعيم الكشميري مرويز محمد فاروق قُتل عبد الغني لون.